# Lista de comunas do Vale do Loire
O Vale do Loire é considerado Património Mundial pela UNESCO desde 30 de Novembro de 2000 sob a referência 933bis. A justificação para a inscrição do território baseia-se em vários critérios: o seu património arquitectónico que inclui os castelos do Loire (critério i), a sua paisagem cultural excepcional (critério ii) e os seus monumentos culturais, testemunhas do Renascimento e do Iluminismo do século (critério iv).
A lista inclui nesta data 160 comunas distribuídas em 2 regiões (Pais do Loire e Centro-Vale do Loire) e 4 departamentos (Maine-et-Loire, Loiret, Loir-et-Cher, Indre-et-Loire) numa distância de 280 km de Sully-sur-Loire a Chalonnes.
| Communa                    | Código postal | Data de inscrição | Imagem |
| -------------------------- | ------------- | ----------------- | ------ |
| Amboise                    | 37400         | 2000              |        |
| Avaray                     | 41500         | 2000              |        |
| Avoine                     | 37420         | 2000              |        |
| Azay-le-Rideau             | 37190         | 2000              |        |
| Ballan-Miré                | 37510         | 2000              |        |
| Baule                      | 45130         | 2000              |        |
| Beaugency                  | 45190         | 2000              |        |
| Beaumont-en-Véron          | 37420         | 2000              |        |
| Béhuard                    | 49170         | 2000              |        |
| Berthenay                  | 37510         | 2000              |        |
| Blaison-Gohier             | 49320         | 2000              |        |
| Blois                      | 41000         | 2000              |        |
| Bou                        | 45430         | 2000              |        |
| Bouchemaine                | 49080         | 2000              |        |
| Brain-sur-l'Authion        | 49800         | 2000              |        |
| Bréhémont                  | 37130         | 2000              |        |
| Candes-Saint-Martin        | 37500         | 2000              |        |
| Candé-sur-Beuvron          | 41120         | 2000              |        |
| Cangey                     | 37530         | 2000              |        |
| Chailles                   | 41120         | 2000              |        |
| Chaingy                    | 45380         | 2000              |        |
| Chalonnes-sur-Loire        | 49170         | 2000              |        |
| Chambord                   | 41250         | 1981              |        |
| Chapelle-Saint-Mesmin      | 45380         | 2000              |        |
| Chargé                     | 37530         | 2000              |        |
| Châteauneuf-sur-Loire      | 45110         | 2000              |        |
| Chaumont-sur-Loire         | 41150         | 2000              |        |
| Chécy                      | 45430         | 2000              |        |
| Cheillé                    | 37190         | 2000              |        |
| Chênehutte-Trèves-Cunault  | 49350         | 2000              |        |
| Chenonceaux                | 37150         | 2017              |        |
| Chinon                     | 37500         | 2000              |        |
| Chouzé-sur-Loire           | 37140         | 2000              |        |
| Chouzy-sur-Cisse           | 41150         | 2000              |        |
| Cinais                     | 37500         | 2000              |        |
| Cinq-Mars-la-Pile          | 37130         | 2000              |        |
| Cléry-Saint-André          | 45370         | 2000              |        |
| Combleux                   | 45800         | 2000              |        |
| Courbouzon                 | 41500         | 2000              |        |
| Cour-sur-Loire             | 41500         | 2000              |        |
| Darvoy                     | 45150         | 2000              |        |
| Denée                      | 49190         | 2000              |        |
| Dry                        | 45370         | 2000              |        |
| Fondettes                  | 37230         | 2000              |        |
| Fontevraud-l'Abbaye        | 49590         | 2000              |        |
| Gennes                     | 49350         | 2000              |        |
| Germigny-des-Prés          | 45110         | 2000              |        |
| Huismes                    | 37420         | 2000              |        |
| Ingrandes-de-Touraine      | 37140         | 2000              |        |
| Jargeau                    | 45150         | 2000              |        |
| Joué-lès-Tours             | 37300         | 2000              |        |
| Juigné-sur-Loire           | 49610         | 2000              |        |
| La Bohalle                 | 49800         | 2000              |        |
| La Chapelle-sur-Loire      | 37140         | 2000              |        |
| La Chapelle-aux-Naux       | 37130         | 2000              |        |
| La Chaussée-Saint-Victor   | 41260         | 2000              |        |
| La Daguenière              | 49800         | 2000              |        |
| La Ménitré                 | 49250         | 2000              |        |
| La Possonnière             | 49170         | 2000              |        |
| La Riche                   | 37520         | 2000              |        |
| La Roche-Clermault         | 37500         | 2000              |        |
| La Ville-aux-Dames         | 37500         | 2000              |        |
| Lailly-en-Val              | 45740         | 2000              |        |
| Langeais                   | 37130         | 2000              |        |
| Larçay                     | 37270         | 2000              |        |
| Le Thoureil                | 49350         | 2000              |        |
| Lerné                      | 37500         | 2000              |        |
| Les Ponts-de-Cé            | 49130         | 2000              |        |
| Les Rosiers-sur-Loire      | 49350         | 2000              |        |
| Lestiou                    | 41500         | 2000              |        |
| Lignières-de-Touraine      | 37130         | 2000              |        |
| Limeray                    | 37530         | 2000              |        |
| Lussault-sur-Loire         | 37400         | 2000              |        |
| Luynes                     | 37230         | 2000              |        |
| Mardié                     | 45430         | 2000              |        |
| Mareau-aux-Prés            | 45370         | 2000              |        |
| Maslives                   | 41250         | 2000              |        |
| Menars                     | 41500         | 2000              |        |
| Mer                        | 41500         | 2000              |        |
| Meung-sur-Loire            | 45130         | 2000              |        |
| Monteaux                   | 41150         | 2000              |        |
| Montlivault                | 41350         | 2000              |        |
| Montlouis-sur-Loire        | 37270         | 2000              |        |
| Montsoreau                 | 49730         | 2000              |        |
| Mosnes                     | 37530         | 2000              |        |
| Muides-sur-Loire           | 41500         | 2000              |        |
| Mûrs-Erigné                | 49610         | 2000              |        |
| Nazelles-Négron            | 37530         | 2000              |        |
| Neuvy-en-Sullias           | 45510         | 2000              |        |
| Noizay                     | 37210         | 2000              |        |
| Olivet                     | 45160         | 2000              |        |
| Onzain                     | 41150         | 2000              |        |
| Orléans                    | 45100         | 2000              |        |
| Ouvrouer-les-Champs        | 45150         | 2000              |        |
| Parnay                     | 49730         | 2000              |        |
| Pocé-sur-Cisse             | 37530         | 2000              |        |
| Rigny-Ussé                 | 37420         | 2000              |        |
| Rilly-sur-Loire            | 41150         | 2000              |        |
| Rivarennes                 | 37190         | 2000              |        |
| Rivière                    | 37500         | 2000              |        |
| Rochecorbon                | 37210         | 2000              |        |
| Rochefort-sur-Loire        | 49190         | 2000              |        |
| Saint-Clément-des-Levées   | 49350         | 2000              |        |
| Saint-Jean-de-la-Croix     | 49130         | 2000              |        |
| Saint-Jean-des-Mauvrets    | 49320         | 2000              |        |
| Saint-Martin-de-la-Place   | 49160         | 2000              |        |
| Saint-Mathurin-sur-Loire   | 49250         | 2000              |        |
| Saint-Rémy-la-Varenne      | 49250         | 2000              |        |
| Saint-Saturnin-sur-Loire   | 49320         | 2000              |        |
| Saint-Sulpice              | 49320         | 2000              |        |
| Saint-Avertin              | 37550         | 2000              |        |
| Saint-Ay                   | 45130         | 2000              |        |
| Saint-Benoit-sur-Loire     | 45730         | 2000              |        |
| Saint-Claude-de-Diray      | 41350         | 2000              |        |
| Saint-Cyr-sur-Loire        | 37540         | 2000              |        |
| Saint-Denis-de-l'Hôtel     | 45550         | 2000              |        |
| Saint-Denis-en-Val         | 45560         | 2000              |        |
| Saint-Denis-sur-Loire      | 41000         | 2000              |        |
| Saint-Dyé-sur-Loire        | 41500         | 2000              |        |
| Sainte-Gemmes-sur-Loire    | 49130         | 2000              |        |
| Saint-Étienne-de-Chigny    | 37230         | 2000              |        |
| Saint-Genouph              | 37510         | 2000              |        |
| Saint-Germain-sur-Vienne   | 37500         | 2000              |        |
| Saint-Gervais-la-Forêt     | 41350         | 2000              |        |
| Saint-Hilaire-Saint-Mesmin | 45160         | 2000              |        |
| Saint-Jean-de-Braye        | 45800         | 2000              |        |
| Saint-Jean-de-la-Ruelle    | 45140         | 2000              |        |
| Saint-Jean-le-Blanc        | 45650         | 2000              |        |
| Saint-Laurent-Nouan        | 41220         | 2000              |        |
| Saint-Martin-d'Abbat       | 45110         | 2000              |        |
| Saint-Michel-sur-Loire     | 37130         | 2000              |        |
| Saint-Patrice              | 37130         | 2000              |        |
| Saint-Père-sur-Loire       | 45600         | 2000              |        |
| Saint-Pierre-des-Corps     | 37700         | 2000              |        |
| Saint-Pryvé-Saint-Mesmin   | 45750         | 2000              |        |
| Sandillon                  | 445640        | 2000              |        |
| Saumur                     | 49400         | 2000              |        |
| Savennières                | 49170         | 2000              |        |
| Savigny-en-Véron           | 37420         | 2000              |        |
| Savonnières                | 37510         | 2000              |        |
| Seuilly                    | 37500         | 2000              |        |
| Sigloy                     | 45110         | 2000              |        |
| Souzay-Champigny           | 49400         | 2000              |        |
| Suèvres                    | 41500         | 2000              |        |
| Sully-sur-Loire            | 45600         | 2000              |        |
| Tavers                     | 45190         | 2000              |        |
| Thizay                     | 37500         | 2000              |        |
| Tours                      | 37000         | 2000              |        |
| Trélazé                    | 49800         | 2000              |        |
| Turquant                   | 49730         | 2000              |        |
| Vallères                   | 37190         | 2000              |        |
| Varennes-sur-Loire         | 49730         | 2000              |        |
| Véretz                     | 37270         | 2000              |        |
| Vernou-sur-Brenne          | 37210         | 2000              |        |
| Veuves                     | 41150         | 2000              |        |
| Villandry                  | 37510         | 2000              |        |
| Villebernier               | 49400         | 2000              |        |
| Vineuil                    | 41350         | 2000              |        |
| Vouvray                    | 37210         | 2000              |        |